# Isabella Rossellini

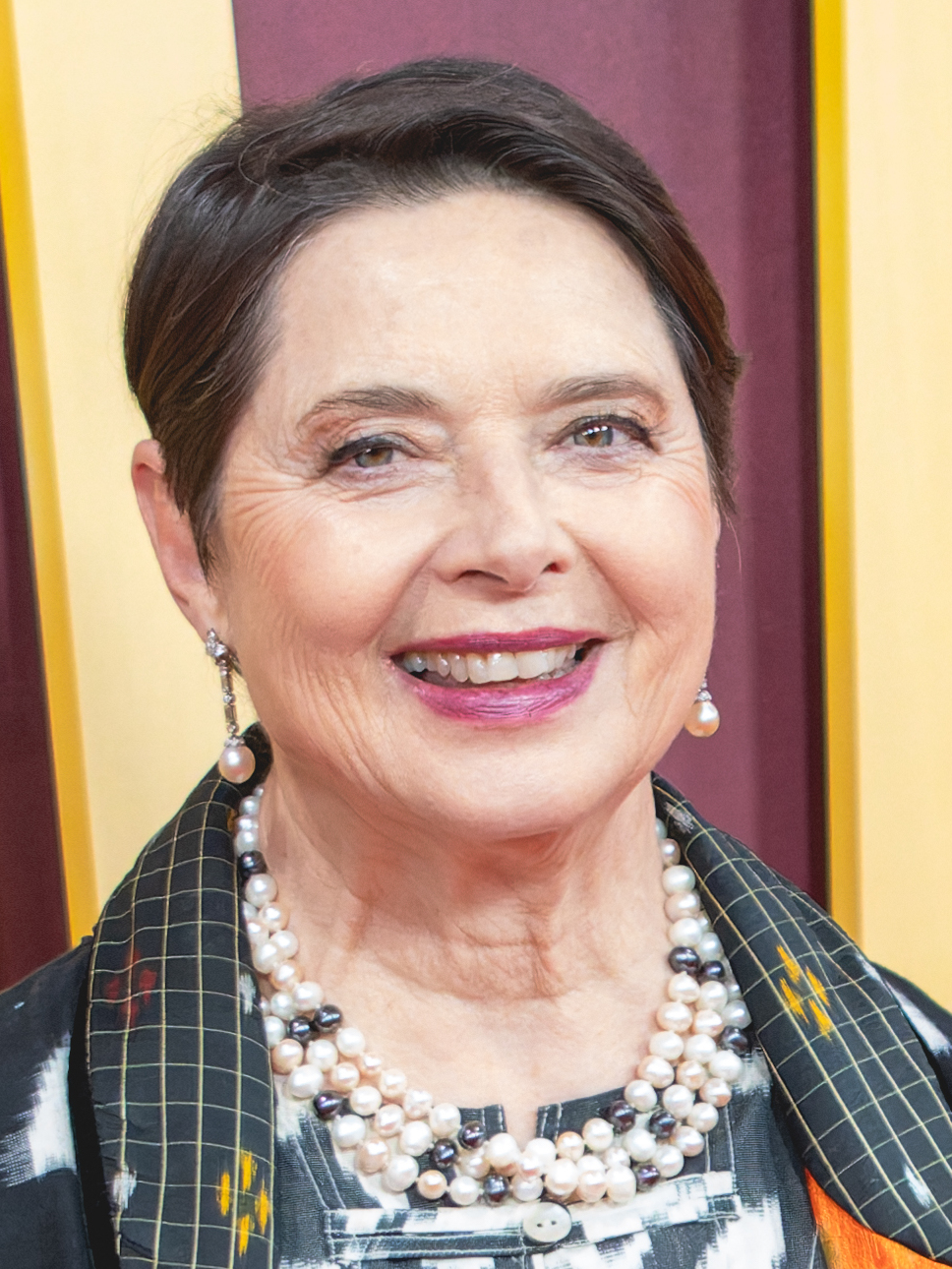
Isabella Rossellini (2024)

Isabella Fiorella Elettra Giovanna Rossellini (* 18. Juni 1952 in Rom) ist eine italienisch-US-amerikanische Schauspielerin.

## Leben

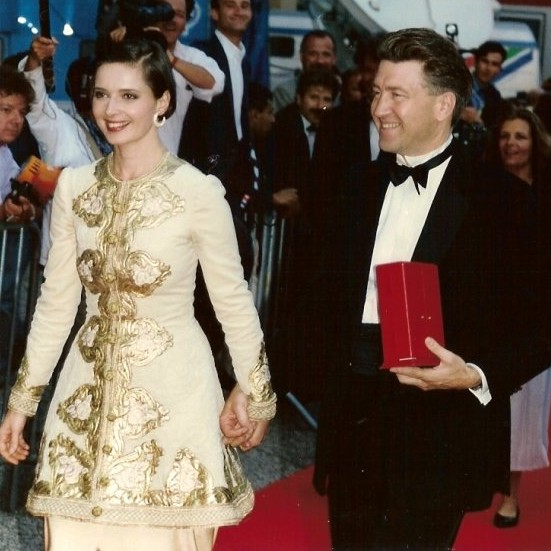
Rossellini mit David Lynch auf dem Cannes Film Festival, 1990

Isabella Rossellini ist die Tochter des italienischen Regisseurs Roberto Rossellini und der schwedischen Schauspielerin Ingrid Bergman. Sie hat zwei Geschwister, einen älteren Bruder (Roberto Ingmar) und die zweieiige Zwillingsschwester Isotta, außerdem eine jüngere Halbschwester Raffaela (aus der Verbindung Roberto Rossellinis mit Sonali Dasgupta) und eine ältere Halbschwester, Pia Lindström (die Tochter aus Ingrid Bergmans erster Ehe mit Petter Lindström). Als Isabella Rossellini fünf Jahre alt war, trennten sich ihre Eltern. Sie wuchs in Rom bei einem Kindermädchen auf, in einer Wohnung, die der ihres Vaters direkt gegenüber lag. Isabella litt an Skoliose und musste daher langwierige und schmerzhafte Behandlungen über sich ergehen lassen. Sie begann als Modedesignerin und Journalistin und arbeitete damals überwiegend in New York.
Von 1979 bis 1982 war Isabella Rossellini mit dem Regisseur Martin Scorsese verheiratet, später mit dem Model Jonathan Wiedemann. Sie hatte zudem längere Beziehungen mit David Lynch und Gary Oldman. Sie hat zwei Kinder und besitzt neben der italienischen auch die US-amerikanische Staatsbürgerschaft.

## Karriere
Von 1982 bis 1993 war sie Model für das französische Kosmetikunternehmen Lancôme. Ihr Vertrag wurde nicht verlängert; nach Ansicht von Lancôme war sie bereits zu alt.  Seitdem produziert Rossellini ihre eigene Kosmetikserie.

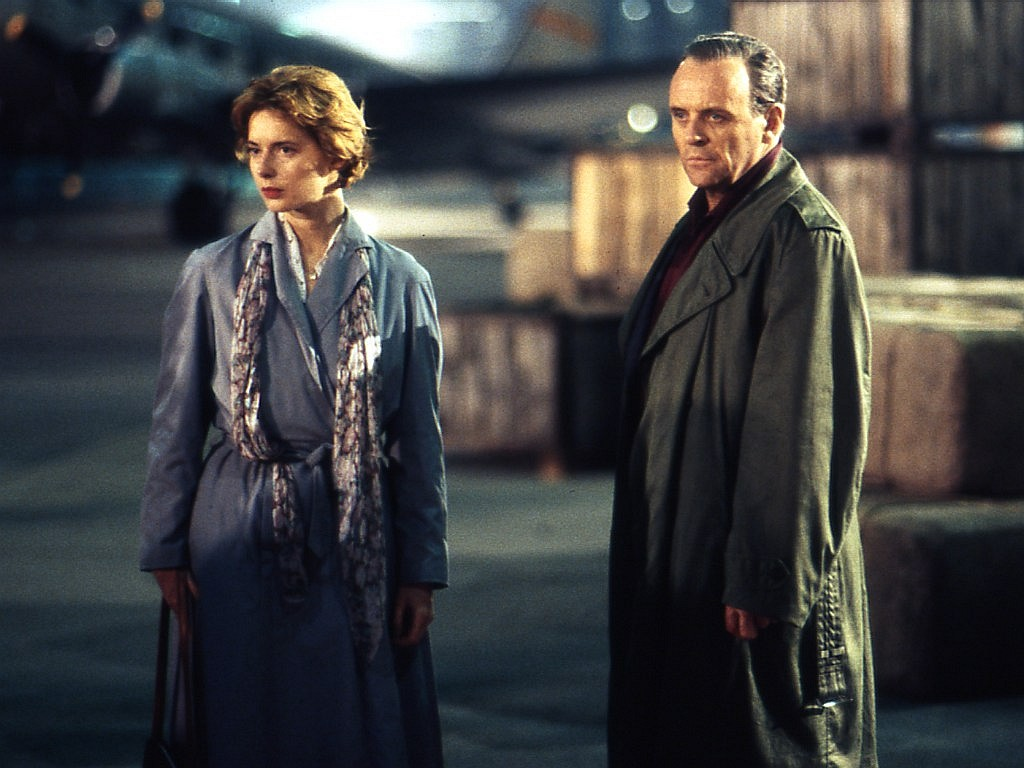
Mit Anthony Hopkins in Berlin, bei Dreharbeiten für den Film … und der Himmel steht still, 1993

Ihr Schauspieldebüt gab sie 1976 an der Seite ihrer Mutter in Vincente Minnellis Nina – Nur eine Frage der Zeit. Danach spielte sie in Filmen von Norman Mailer, Robert Zemeckis, Joel Schumacher, John Schlesinger, Peter Weir, Abel Ferrara und Peter Greenaway.
Nach ihren Anfängen mit italienischen Komödien wurde Isabella Rossellini vor allem durch die von David Lynch gedrehten Filme Blue Velvet (1986) und Wild at Heart – Die Geschichte von Sailor und Lula (1990) international bekannt. In Blue Velvet spielte sie die misshandelte Nachtclubsängerin Dorothy Vallens.
Im Lied A Marriage Made in Heaven der Gruppe Tindersticks ist sie als Sängerin zu hören.
2005 drehte sie mit dem Experimentalfilmer Guy Maddin den Kurzfilm My Dad Is 100 Years Old, eine Hommage an ihren Vater Roberto Rossellini.
Ihr Regiedebüt Green Porno präsentierte sie auf der Berlinale 2008: Acht comic-ähnliche Kurzfilm-Episoden stellen das Sexualleben von Regenwürmern, Libellen, Schnecken, Bienen oder Gottesanbeterinnen dar. Isabella Rossellini spielte dabei zahlreiche Tiere selbst, u. a. eine Schnecke und ein Spinnenmännchen.
Bei der Berlinale 2011 übernahm sie den Vorsitz der Internationalen Jury, die dem iranischen Beitrag Nader und Simin – Eine Trennung den Hauptpreis zusprach. 2013 erhielt sie auf der 63. Berlinale die Berlinale Kamera.
2017 veröffentlichte sie in Deutschland das humoristische Buch Meine Hühner und ich.
Im Rahmen der Verleihung des Europäischen Filmpreises 2024 wurde ihr der Preis für die beste europäische Leistung im Weltkino zuerkannt. Im Jahr darauf erhielt sie für ihre Nebenrolle als Schwester Agnes in der Literaturverfilmung Konklave eine Oscar-Nominierung zuerkannt.

## Filmografie

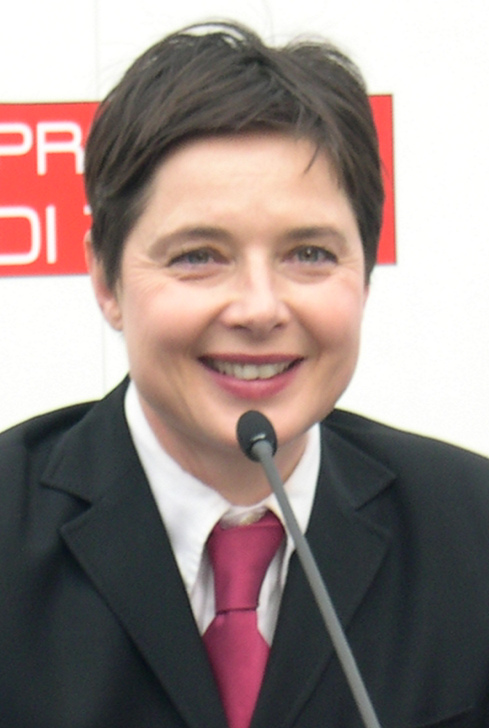
Isabella Rossellini auf dem Torino Film Festival, 2005

- 1976: Nina – Nur eine Frage der Zeit (A Matter of Time)
- 1979: Die Wiese (Il prato)
- 1980: Tele Vaticano – Das Auge des Papstes (Il pap’occhio)
- 1985: White Nights – Die Nacht der Entscheidung
- 1986: Blue Velvet
- 1987: Siesta
- 1987: Harte Männer tanzen nicht
- 1989: Rotkäppchen (Red Riding Hood)
- 1989: Seitensprünge (Cousins)
- 1990: Wild at Heart – Die Geschichte von Sailor und Lula (Wild at Heart)
- 1990: Der kleine Tod der feinen Damen (Dames galantes)
- 1991: Man liebt nur zweimal (Lies of the Twins)
- 1992: Der Tod steht ihr gut (Death Becomes Her)
- 1993: Fearless – Jenseits der Angst (Fearless)
- 1993: … und der Himmel steht still (The Innocent)
- 1994: Wyatt Earp – Das Leben einer Legende
- 1994: Ludwig van B. – Meine unsterbliche Geliebte (Immortal Beloved)
- 1996: Das Verbrechen des Jahrhunderts (Crime of the Century) (Fernsehfilm)
- 1996: Big Night
- 1996: Das Begräbnis (The Funeral)
- 1996: Friends (Fernsehserie, Folge 3×05 The One with Frank Jr.)
- 1997: Die Abenteuer des Odysseus
- 1997: Chicago Hope – Endstation Hoffnung (Chicago Hope, Fernsehserie, Folge 3×17 Mother, May I?)
- 1998: Kalmans Geheimnis
- 1998: Merlin
- 2000: Don Quixote
- 2002: Imperium – Zwei Welten prallen aufeinander (Empire)
- 2002: Napoleon (Napoléon)
- 2002: Sex für Anfänger (Roger Dodger)
- 2003: The Saddest Music in the World
- 2004–2005: Alias – Die Agentin (Fernsehserie, fünf Folgen)
- 2004: Earthsea – Die Saga von Erdsee (Legend of Earthsea)
- 2005: Das Fest des Ziegenbocks (La Fiesta Del Chivo)
- 2006: Kaltes Blut – Auf den Spuren von Truman Capote (Infamous)
- 2007: 30 Rock (Fernsehserie, zwei Folgen)
- 2008: Green Porno
- 2008: Zufällig verheiratet (The Accidental Husband)
- 2008: Infiziert (Infected)
- 2008: Two Lovers
- 2009: Das Phantom
- 2010: Seduce Me
- 2010: Die Einsamkeit der Primzahlen
- 2011: Late Bloomers
- 2011: Keyhole
- 2011: Huhn mit Pflaumen (Poulet aux Prunes)
- 2013: Mammas
- 2013: Enemy
- 2013: The Blacklist (Fernsehserie, Folge 1×02 Der Freelancer (Nr. 145))
- 2015: Joy – Alles außer gewöhnlich (Joy)
- 2015: Closet Monster
- 2016–2017: Shut Eye (Fernsehserie, 20 Folgen)
- 2018: Die Unglaublichen 2 (Incredibles 2, Stimme)
- 2018: Vita & Virginia
- 2021: Domina (Fernsehserie, eine Folge)
- 2021: Land of Dreams
- 2021: Marcel the Shell with Shoes On
- 2022–2023: Julia (Fernsehserie, sieben Folgen)
- 2023: Cat Person
- 2023: La chimera
- 2024: Spaceman: Eine kurze Geschichte der böhmischen Raumfahrt (Spaceman)
- 2024: Konklave (Conclave)

## Auszeichnungen (Auswahl)
Oscar
- 2025: Nominierung in der Kategorie Beste Nebendarstellerin für Konklave

British Academy Film Award
- 2025: Nominierung in der Kategorie Beste Nebendarstellerin für Konklave

Critics’ Choice Movie Award
- 2025: Nominierung in der Kategorie Beste Nebendarstellerin für Konklave

Europäischer Filmpreis
- 2024: Auszeichnung für die „beste europäische Leistung im Weltkino“

Golden Globe Award
- 1997: Nominierung in der Kategorie Beste Hauptdarstellerin – Mini-Serie oder TV-Film für Das Verbrechen des Jahrhunderts
- 2025: Nominierung in der Kategorie Beste Nebendarstellerin für Konklave

Goldene Kamera
- 1994: Auszeichnung in der Kategorie Schauspielerin – International für Fearless – Jenseits der Angst

Saturn Award
- 1993: Auszeichnung in der Kategorie Beste Nebendarstellerin für Der Tod steht ihr gut

## Publikationen
- Isabella Rossellini: Some of Me. Autobiographische Fotodokumentation (dt.), aus dem Englischen von Marion Kagerer, Schirmer/Mosel, München 1997, ISBN 3-88814-898-7.
- dies.: looking at me – über bilder und photgraphen. Autobiographische Fotodokumentation (dt.), aus dem Englischen von Marion Kagerer, Schirmer/Mosel, München 2002, ISBN 3-88814-609-7.
- Isabella Rossellini, Lothar Schirmer: Ingrid Bergman. Ein Leben in Bildern. Schirmer/Mosel, München, ISBN 3-8296-0648-6.
- Meine Hühner und ich. Mit Zeichnungen der Autorin und Fotografien von Patrice Casanova. Schirmer/Mosel, München 2017, ISBN 978-3-8296-0793-3.
- Green Porno. Bilderbuch mit 18 Kurzfilmen, Schirmer Mosel, München 2009, ISBN 978-3-8296-0441-3.